# 吴淞路 (上海)
吴淞路是中国上海市虹口区南部的一条街道。南北走向，南起苏州河北岸、北苏州路口上海大厦，北至虬江路。长1412米，宽9米到28米。
吴淞路修筑于1856年，为上海工部局填浜筑路，是虹口美租界最早开辟的马路之一。1863年工部局正式定名。清末，在塘沽路口建成三角地菜场。随后两侧陆续建成石库门里弄住宅。武昌路附近曾是广东移民聚居区。塘沽路到海宁路一带曾是日本侨民集中居住区，开设众多日商店铺。1930年代在南端建成百老汇大厦（上海大厦）。
吴淞路560号为虹口救火会旧址（今虹口消防中队）。
1991年在吴淞路南端建成吴淞路闸桥，既是外白渡桥的分流公路桥，也是苏州河的水闸，2009年拆除。闸桥拆除后，其运输功能由外滩隧道替代，车辆可经由外滩地下到吴淞路的较北段汇入地面道路。

## 交会道路（南向北）
- 北苏州路
- 福德路
- 天潼路
- 武昌路
- 闵行路
- 塘沽路、汉阳路
- 昆山路
- 余杭路
- 茂林路
- 海宁路
- 北海宁路
- 武进路
- 哈尔滨路
- 四平路
- 衡水路